# تورو كوباياشي
تورو كوباياشي (باليابانية: 小林徹) (و. 1952 – م) هو عالم فلك، وملحن، وعالم موسيقى، من اليابان.